# 창전소학교
창전소학교(倉田小學校)는 조선민주주의인민공화국 평양시의 초등학교이다.

## 연혁
- 1945년 9월: 평양제2중학교로 개교
- 1958년 9월: 창전중학교로 교명 변경
- 1967년: 국가주석 표창장 수상
- 1967년: 김일성훈장 수상
- 1977년: 2중 천리마학교 수상
- 1983년: 국기훈장 제1급 수상
- 1986년: 2중영예의 붉은기학교 수상
- 1991년: 모범체육학교 수상
- 1968년 4월: 창전인민학교로 교명 변경
- 2002년 8월: 창전소학교로 교명 변경